# Жестоки момци
Жестоки момци (енгл. Boyz n the Hood) је амерички криминалистички драмски филм Џона Синглтона из 1991. године, по његовом сценарију.
Филм приказује живот у криминалом опхрваном округу Јужни централни округ (енг. South Central) Лос Анђелеса у Калифорнији – сада се ова област једноставно зове Југ (енг. South). Филм је снимљен и објављен непосредно пре нереда у Лос Анђелесу 1992. године, али није успео својом поруком да спречи ове догађаје.
Године 2002. филм је уврштен у амерички национални филмски регистар као филм од велике културне вредности.
Филм је номинован за Оскара у две категорије - за најбољу режију и за најбољи оригинални сценарио. Синглтон није освојио ниједну награду, али је постао најмлађи редитељ и први црнац који је номинован за Оскара за најбољу режију.

## Радња
1984. година. 10-годишњи Џејсон „Тре” Стајлс живи са самохраном мајком Ревом у Инглвуду у Калифорнији. Након што се Тре потуче у школи, његов учитељ обавештава Реву да је њен син веома интелигентан, али да има нестабилну нарав и да му недостаје поштовања. Забринута за Треову будућност, она га шаље да живи у округу Креншо у Хајд Парку (налази се у јужном Централом Лос Анђелесу) са својим оцем Џејсоном „Бесним” Стајлсом, од кога се нада да ће Тре научити вредне животне лекције и моћи да сазри, али га уверава да ће му бити дозвољено да јој се једног дана врати.
У Хајд парку, Тре се поново састаје са својим пријатељима, Дарином „Доубој” Бејкером, Доубојевим полубратом по мајци, Рикијем, и Крисом, њиховим заједничким пријатељем: након неког времена ћаскања, Бесни Стајлс наређује Треју да пограбуља лишће са травњака. Те ноћи, Бесни каже Треју да га тера да ради не из садизма, већ да би га научио како да буде одговоран. Касније, Тре чује како његов отац пуца у провалника који покушава да опљачка кућу: два полицајца долазе један час касније, и док је бели полицајац уљудан и љубазан, црни је пун непоштовања према Бесном. Следећег дана, Треј и његови пријатељи одлазе са Крисом до железничке пруге иза Булевара Хајд парка, где им овај показује мртво тело. Док су тамо, група старије деце која припадају суседној банди „Ролин 60 Крипс”, краду Рикијеву фудбалску лопту и Доубој покушава да је врати, али не успева. Док се старији дечаци удаљавају, један од њих враћа Рикију лопту. Током дана, Бесни проводи време у стилу оца/сина тако повезујући се са Треом, водећи га на пецање поред мора, и прича дечаку више о свом животу пре него што га придобије, укључујући и своје војно искуство у Вијетнамском рату, у нади да ће добити сина поносног на њега. Међутим, он завршава своју причу саветујући Треја да се никада не придружи војсци, наводећи да обичан црнац неће имати места у америчкој војсци. Када се врате кући, виде Доубоја и Криса како су ухапшени у Хајд парку због крађе у радњи (Доубој је раније рекао да иду у радњу, али немају новца).
1991. година. Прошло је 7 година: На роштиљу, Доубој је сада члан „Крипс” банде и слави недавни излазак из затвора, заједно са већином својих пријатеља, укључујући Криса, који је сада парализован и користи инвалидска колица, због прострелних рана и уз нове пријатеље Дукија и Чудовишта, такође чланови Крипса. Рики, сада фудбалска звезда, ранинбек која се кандидује за средњу школу Креншо, живи са самохраном мајком Брендом, девојком Шенис и њиховим малим сином. Треј је израстао у зрелог и одговорног тинејџера, који ради у продавници одеће у тржном центру Фок Хилс и жели да похађа колеџ са својом девојком Бренди, али њихов однос се помало погоршава због Трејове жеље за сексом, док Бренди, побожна католкиња, жели да сачека после венчања.
Рики се нада да ће добити стипендију од USC (Универзитет јужне Калифорније): тако да, након посете регрутера, што је мало непријатно искуство за Рикија због његовог неуређеног дома и братове грубости, он је обавештен да мора да постигне 700 или више на САТ тестовима да би се квалификовао. Рики и Треј полажу тест истог дана. Након тога одлазе да виде Бесног у његовој канцеларији да се опусте: Бесни води Треја и Рикија у Комптон у Калифорнији да разговарају о опасностима пада вредности некретнина у црначкој заједници. Те ноћи, током одржавања уличних трка, Рикија исмејава Ферис, члан мафијашких гангстера Креншо. Као одговор, Доубој маше пиштољем, што доводи до кратке свађе између две банде: када две банде заврше свађу, Ферис пуца из пиштоља у ваздух, терајући све да беже. Док Тре прича о напуштању Лос Анђелеса, њега и Рикија зауставља полиција. Полицајац је потпуно исти који је био непоштован према свом оцу 7 година раније: у ствари, он застрашује Треа и прети му пиштољем, знајући да не може ништа: узнемирен, па Тре трчи до Брендине куће, где се коначно отвара и пуца у сузе.
Након што су га утешили, њих двоје имају секс по први пут.
Следећег дана, Рики се посвађао са Доубојем: док први и Тре иду у оближњу продавницу, виде Фериса и његову банду како лутају по комшилуку и, у покушају да их избегне, пар прелазе уличице и разилазе се. Док се Тре окреће ка Рикију, Ферисов ауто стаје: Рики се окреће да побегне, али га један од Ферисових људи пуца у ногу из пушке: други, трагични хитац погађа Рикија у леђа и прободе га у груди, убијајући га испред њених очију и узвикујући „Рики, Рики!” од два најбоља пријатеља; Доубој и његови Крипси, који су осетили да су Тре и Рики у невољи, придружују им се, али касне.
Опустошени и беспомоћни, дечаци доносе Рикијево беживотно тело кући: када Бренда и Шенис виде Рикијево тело, друга бризне у плач док прва, мајка јадног дечака, побесни и за све то окривљује Доубоја који безуспешно покушава да их утеши и објасни истину.
Те ноћи, избезумљена Бренда чита резултате САТ-а Рикија, њеног дечака којег увек назива „мој понос и радост, једина љубав мог живота”.
Преостали дечаци се заклињу да ће се осветити Ферису и његовој посади: Бесни проналази Треја како се спрема да узме свој .357 Магнум, али га убеђује да одустане од било каквих планова за освету, пошто „Насиље рађа насиље”. Међутим, Бранди и Бесни виде Треа како се искрада кроз прозор своје спаваће собе да би се придружио Доубоју: те ноћи, док се банда вози кроз град, Тре тражи да га пусте из аута и враћа се кући, схватајући да је његов отац био у праву што га је спречио да падне у бескрајни циклус насиља.
Када се Тре врати кући, чека га његов отац Бесни: обоје се погледају без речи, а Бесни се повлачи у своју спаваћу собу. У међувремену, Доубој проналази Ферисову банду у ресторану брзе хране и Чудовиште отвара ватру на њих из пушке АК-47, убијајући једног и ранивши другу двојицу. Доубоја излази и убија другог повређеног члана банде и коначно докрајчује Фериса.
Следећег дана, Доубој посећује Треа, схватајући своје разлоге за напуштање банде: Доубој зна да ће се ускоро суочити са одмаздом за Ферисову смрт, и сходно томе прихвата последице по свој животни стил пун криминала. Он жалосно расправља о томе зашто Америка никада није марила за живот у гету, и дирљиво каже да му више нема породице, након Рикијеве смрти и његовог каснијег одрицања од Бренде, али га Тре грли, који каже Доубоју да има брата у себи.
Епилог открива да је Доубоја видео кад је Рики сахрањен наредног дана, да би само две недеље касније био убијен.
Тре и Бренди настављају своју везу и настављају да похађају Морхаус и Спелман колеџ у Атланти.